# Machilus melanophylla
Machilus melanophylla är en lagerväxtart som beskrevs av Hsi Wen Li. Machilus melanophylla ingår i släktet Machilus och familjen lagerväxter. Inga underarter finns listade i Catalogue of Life.